# Nuoto ai campionati mondiali di nuoto 2025 - 100 metri rana femminili
La gara di nuoto dei 100 metri rana femminili dei campionati mondiali di nuoto 2025 è stata disputata il 28 e il 29 luglio 2025 presso il Singapore Sports Hub di Singapore. Vi hanno preso parte 56 atlete provenienti da 50 nazioni.
La competizione è stata vinta dalla nuotatrice tedesca Anna Elendt, mentre l'argento e il bronzo sono andati rispettivamente alla statunitense Kate Douglass e alla cinese Tang Qianting.

## Podio
| Posizione | Atleta        | Nazionalità |
| --------- | ------------- | ----------- |
| Oro       | Anna Elendt   | Germania    |
| Argento   | Kate Douglass | Stati Uniti |
| Bronzo    | Tang Qianting | Cina        |

## Programma
| Data      | Ora (UTC+3) | Turno      |
| --------- | ----------- | ---------- |
| 28 luglio | 4:44        | Batterie   |
| 28 luglio | 13:29       | Semifinali |
| 29 luglio | 14:44       | Finale     |

## Record
Prima della competizione il record del mondo e il record dei campionati erano i seguenti:
| Record mondiale       | 1'04"13 | Lilly King Stati Uniti | 25 luglio 2017 Budapest, Ungheria |
| Record dei campionati | 1'04"13 | Lilly King Stati Uniti | 25 luglio 2017 Budapest, Ungheria |

## Risultati

### Batterie
| Posizione | Batteria | Corsia | Atleta                | Nazionalità                   | Tempo   | Note             |
| --------- | -------- | ------ | --------------------- | ----------------------------- | ------- | ---------------- |
| 1         | 6        | 5      | Mona McSharry         | Irlanda                       | 1'05"99 | Q                |
| 2         | 5        | 5      | Anna Elendt           | Germania                      | 1'06"01 | Q                |
| 3         | 5        | 6      | Satomi Suzuki         | Giappone                      | 1'06"13 | Q                |
| 4         | 5        | 2      | Evgeniia Chikunova    | Atleti Neutrali B             | 1'06"19 | Q                |
| 5         | 6        | 1      | Kotryna Teterevkova   | Lituania                      | 1'06"21 | Q                |
| 6         | 6        | 3      | Kate Douglass         | Stati Uniti                   | 1'06"32 | Q                |
| 7         | 6        | 4      | Tang Qianting         | Cina                          | 1'06"45 | Q                |
| 8         | 5        | 7      | Rūta Meilutytė        | Lituania                      | 1'06"55 | Q                |
| 9         | 6        | 2      | Lisa Angiolini        | Italia                        | 1'06"59 | Q                |
| 10        | 5        | 3      | Anita Bottazzo        | Italia                        | 1'06"83 | Q                |
| 10        | 6        | 7      | Yang Chang            | Cina                          | 1'06"83 | Q                |
| 12        | 5        | 0      | Dominika Sztandera    | Polonia                       | 1'06"85 | Q                |
| 12        | 6        | 6      | Eneli Jefimova        | Estonia                       | 1'06"85 | Q                |
| 14        | 4        | 9      | Florine Gaspard       | Belgio                        | 1'06"89 | Q,               |
| 15        | 4        | 4      | Lilly King            | Stati Uniti                   | 1'06"93 | Q                |
| 16        | 4        | 6      | Alina Zmushka         | Atleti Neutrali A             | 1'06"96 | Q                |
| 17        | 5        | 8      | Macarena Ceballos     | Argentina                     | 1'06"99 |                  |
| 18        | 5        | 4      | Angharad Evans        | Gran Bretagna                 | 1'07"04 |                  |
| 19        | 4        | 1      | Henrietta Fángli      | Ungheria                      | 1'07"08 |                  |
| 20        | 4        | 5      | Reona Aoki            | Giappone                      | 1'07"19 |                  |
| 21        | 5        | 1      | Ella Ramsay           | Australia                     | 1'07"23 |                  |
| 22        | 4        | 7      | Sienna Toohey         | Australia                     | 1'07"24 |                  |
| 23        | 4        | 8      | Letitia Sim           | Singapore                     | 1'07"25 |                  |
| 24        | 4        | 2      | Anastasia Gorbenko    | Israele                       | 1'07"34 |                  |
| 25        | 6        | 8      | Alexanne Lepage       | Canada                        | 1'07"35 |                  |
| 26        | 3        | 0      | Lanihei Connolly      | Isole Cook                    | 1'07"40 | Record nazionale |
| 27        | 6        | 9      | Rebecca Meder         | Sudafrica                     | 1'07"50 |                  |
| 28        | 4        | 3      | Sophie Hansson        | Svezia                        | 1'07"67 |                  |
| 29        | 5        | 9      | Silje Slyngstadli     | Norvegia                      | 1'08"31 |                  |
| 30        | 2        | 4      | Veera Kivirinta       | Finlandia                     | 1'08"33 |                  |
| 31        | 4        | 0      | Clara Rybak-Andersen  | Danimarca                     | 1'08"39 |                  |
| 32        | 3        | 5      | Ko Ha-ru              | Corea del Sud                 | 1'08"46 |                  |
| 33        | 3        | 6      | Teya Nikolova         | Bulgaria                      | 1'08"59 |                  |
| 34        | 3        | 4      | Kristýna Horská       | Rep. Ceca                     | 1'08"79 |                  |
| 35        | 6        | 0      | Lisa Mamié            | Svizzera                      | 1'08"84 |                  |
| 36        | 3        | 8      | Melissa Rodríguez     | Messico                       | 1'09"30 |                  |
| 37        | 3        | 7      | Emily Santos          | Panama                        | 1'09"62 |                  |
| 38        | 3        | 9      | Nikoletta Pavlopoulou | Grecia                        | 1'09"83 |                  |
| 39        | 3        | 3      | Jimena Ruiz           | Spagna                        | 1'09"84 |                  |
| 40        | 3        | 2      | Andrea Podmaníková    | Slovacchia                    | 1'10"35 |                  |
| 41        | 2        | 5      | Mercedes Toledo       | Venezuela                     | 1'10"44 |                  |
| 42        | 2        | 3      | Lynn El Hajj          | Libano                        | 1'10"85 |                  |
| 43        | 2        | 8      | Candice Gao           | Hong Kong                     | 1'10"86 |                  |
| 44        | 2        | 9      | Maria Erokhina        | Cipro                         | 1'10"90 |                  |
| 45        | 2        | 2      | Chen Pui Lam          | Macao                         | 1'11"51 |                  |
| 46        | 2        | 6      | Nicole Frank          | Uruguay                       | 1'12"18 |                  |
| 47        | 1        | 6      | Avigayle Tromp        | Aruba                         | 1'12"25 | Record nazionale |
| 48        | 2        | 0      | Lea Osberg Højsted    | Fær Øer                       | 1'13"19 |                  |
| 49        | 2        | 7      | Nàdia Tudó            | Andorra                       | 1'13"28 |                  |
| 50        | 2        | 1      | Adelaida Pchelintseva | Kazakistan                    | 1'13"46 |                  |
| 51        | 1        | 4      | Jayla Pina            | Capo Verde                    | 1'14"00 |                  |
| 52        | 1        | 3      | Stella Gjoka          | Albania                       | 1'15"07 |                  |
| 53        | 1        | 5      | Marina Abu Shamaleh   | Palestina                     | 1'15"60 |                  |
| 54        | 1        | 1      | Maria Batallones      | Isole Marianne Settentrionali | 1'17"38 |                  |
| 55        | 1        | 7      | Duana Lama            | Nepal                         | 1'17"71 |                  |
| 56        | 1        | 2      | Sairy Escalante       | Honduras                      | 1'19"67 |                  |
| -         | 3        | 1      | Phee Jinq En          | Malaysia                      | dns     | dns              |

### Semifinali
| Pos. | Batteria | Corsia | Atleta              | Nazionalità       | Tempo   | Note |
| ---- | -------- | ------ | ------------------- | ----------------- | ------- | ---- |
| 1    | 1        | 3      | Kate Douglass       | Stati Uniti       | 1'05"49 | Q    |
| 2    | 1        | 2      | Anita Bottazzo      | Italia            | 1'05"61 | Q    |
| 3    | 2        | 6      | Tang Qianting       | Cina              | 1'05"87 | Q    |
| 4    | 1        | 5      | Evgeniia Chikunova  | Atleti Neutrali B | 1'05"97 | Q    |
| 5    | 1        | 8      | Alina Zmushka       | Atleti Neutrali A | 1'06"09 | Q    |
| 6    | 2        | 5      | Satomi Suzuki       | Giappone          | 1'06"12 | Q    |
| 7    | 1        | 4      | Anna Elendt         | Germania          | 1'06"13 | Q    |
| 8    | 2        | 3      | Kotryna Teterevkova | Lituania          | 1'06"17 | Q    |
| 9    | 2        | 8      | Lilly King          | Stati Uniti       | 1'06"26 |      |
| 10   | 2        | 1      | Eneli Jefimova      | Estonia           | 1'06"28 |      |
| 11   | 2        | 4      | Mona McSharry       | Irlanda           | 1'06"33 |      |
| 12   | 2        | 2      | Lisa Angiolini      | Italia            | 1'06"40 |      |
| 13   | 1        | 6      | Rūta Meilutytė      | Lituania          | 1'06"57 |      |
| 14   | 2        | 7      | Yang Chang          | Cina              | 1'06"84 |      |
| 15   | 1        | 7      | Dominika Sztandera  | Polonia           | 1'07"34 |      |
| 16   | 1        | 1      | Florine Gaspard     | Belgio            | 1'07"46 |      |

### Finale
| Posizione | Corsia | Atleta              | Nazionalità       | Tempo   | Note |
| --------- | ------ | ------------------- | ----------------- | ------- | ---- |
| Oro       | 1      | Anna Elendt         | Germania          | 1'05"19 |      |
| Argento   | 4      | Kate Douglass       | Stati Uniti       | 1'05"27 |      |
| Bronzo    | 3      | Tang Qianting       | Cina              | 1'05"64 |      |
| 4         | 7      | Satomi Suzuki       | Giappone          | 1'05"78 |      |
| 5         | 6      | Evgeniia Chikunova  | Atleti Neutrali B | 1'06"04 |      |
| 6         | 5      | Anita Bottazzo      | Italia            | 1'06"06 |      |
| 7         | 2      | Alina Zmushka       | Atleti Neutrali A | 1'06"38 |      |
| 8         | 8      | Kotryna Teterevkova | Lituania          | 1'06"61 |      |